# 广州市第一巴士
广州市第一巴士有限公司（简称第一巴士）是一间由广州市一汽巴士有限公司、廣州市電車公司和广州新穗巴士有限公司出资成立的公司，注册资金为1000万元人民币。
2007年，广州市区各种资本性质的公交企业达到14家。为了解決公交企業的惡性競爭及巴士公司數量日增的問題，广州市交通委员会決定開始整合巴士資源，于是一汽巴士、电车公司和新穗巴士共同出资，于同年9月底成立名为广州市第一巴士有限公司的空壳公司。
此后广州市创大汽车运输有限公司（簡稱创大巴士）亦加入第一巴士，四家公司以第一巴士的名义进行集团化运作。創大巴士的前身為成立於1982年的广州市番禺区汽车运输公司，2001年12月经番禺区政府批准，随番禺汽车修理厂以租赁经营形式转制为创大巴士。
2007年11月起，四家公司的巴士车身涂装被统一要求使用一汽巴士的涂装，车头和车尾商标统一使用“一汽巴士”的商标，但文字由“一汽巴士”改为“第一巴士”，并删去英文；由于车辆前门外左侧、司机位窗口外下方及车内所有设施仍标有各公司的真正名称，令一般乘客非常容易出现混淆。
2018年初，創大巴士陆续更换新能源汽车，創大巴士已不再使用“第一巴士”的标识。同时随着广州市交通委员会改制为广州市交通运输局，以及组建广州市公共交通集团的原因，现时除站牌标识、一汽巴士及电车公司改制前购置的车辆外，对外宣传已不再使用“第一巴士”名称。不过新穗巴士则继续使用“第一巴士”名称及涂装。
2021年10月底，第一巴士有关人员决议解散并进行清算；同年12月23日，第一巴士正式获准注销。一汽巴士車輛的「第一巴士」圖標於2021年7月起陸續被「一汽巴士」圖標覆蓋，電車公司、新穗巴士車輛的「第一巴士」圖標於2022年2月起分別被廣州巴士集團的圖標和新穗巴士的圖標取代。